# Phil Heath
Phillip Jerrod "Phil" Heath(* 18. prosinec, 1979) je americký IFBB kulturista a bývalý Mr. Olympia. Od roku 2011 do roku 2017 vyhrál Mr. Olympia 7x. Jeho poslední výhrou vyrovnal počet výher mezi ním a Arnoldem Schwanzeneggerem a tím se dostal na celkově 3. místo v celkových výhrách za Lee Haneyem (8) a Ronniem Colemanem.

## Mládí
Heath se narodil a byl vychován v Seattlu, Washington. Chodil na střední školu Rainier Beach, kde hrál v basketbalovém týmu na postu obránce. Poté nastoupil na universitu v Denveru, Colorado, na atletické stipendium. Kde studoval obory informační technologie a manažerskou administrativu a přitom hrál za první Denverskou Divizi na postu obránce.

## Kulturistická kariéra
Heath začal jeho kulturistickou kariéru v roce 2002. Roku 2005 vyhrál globální titul v Americkém NPC(National Physique Committee) šampionátu, tím získal právo soutěžit jako IFBB Pro. Další rok vyhrál jeho první 2 IFBB Pro soutěže: The Colorado Pro Championships a The New York Pro Championship. V roce 2007 se umístil na 5. místě v soutěži Arnold Classic. Přesto se kvalifikoval na Mr. Olympia 2007, nicméně se rozhodl že se soutěže nebude zúčastnit, protože tvrdil že pořád potřebuje vylepšovat svou formu.
Roku 2008 vyhrál Iron Man show a umístil se na druhém místě hned za Dexterem Jacksonem na Arnold Classic 2008. V jeho debut na Mr. Olympia roku 2008 skončil na 3. místě a tím se stal 1. nováčkem, který se umístil v top 3 po Flexovi Wheelerovi, kterému se to povedlo v roce 1993. Byl favorit na titul Mr. Olympia 2009, ale dostal žaludeční virózu kvůli které dorazil o 2,7 kg lehčí než plánoval a to vedlo k tomu že skončil na 5. místě. Roku 2010 na Mr. Olympia skončil na 2. místě hned za Jayem Cutlerem, který zde vyhrál jeho poslední titul. Phil poté zlepšil jeho velký sval zádový a porazil Jaye Cutlera na Mr. Olympia 2011 a tím se stal vítězem Mr. Olympia 2011. Od roku 2011 se mu podařilo vyhrát titul Mr. Olympia 7x.